# 第162機甲師団 (イスラエル国防軍)
第162師団（だい162しだん、ヘブライ語: אוגדה 162(Ugda 162),英語: 162nd Division）は、イスラエル国防軍の師団の一つである。
南部軍所属の現役機甲師団。通称として「アブトゥバ・ハ・ペラダー」（鋼鉄部隊、עוצבת הפלדה(Avtbah Ha-Plada)）という名称も使われる。第四次中東戦争、第一次レバノン戦争、第二次レバノン戦争に参加した。
部隊名について、ヘブライ語を直訳すると単に「第162師団」だが、多くの資料では「第162機甲師団」としているので本文もそれに従う。

## 概要

2015年末時点の第162機甲師団編制表（英語）。

南部軍管轄化の機甲師団で、イスラエル陸軍指揮本部(GOC Army headquarters）の指揮下にある。
1973年の第四次中東戦争時には予備役部隊であったが、アブラハム・アダン少将の指揮下においてシナイ半島での激戦を戦った。
2006年のレバノン侵攻作戦では、リタニ川以南のレバノン南部地域でイスラム教シーア派の民兵組織であるヒズボラとの戦闘に従事した。
2015年末までは中央軍の指揮下にあったが、2016年1月にイスラエル国防軍の長期再編計画（ギデオン計画）の一環として南部軍指揮下に移動した。

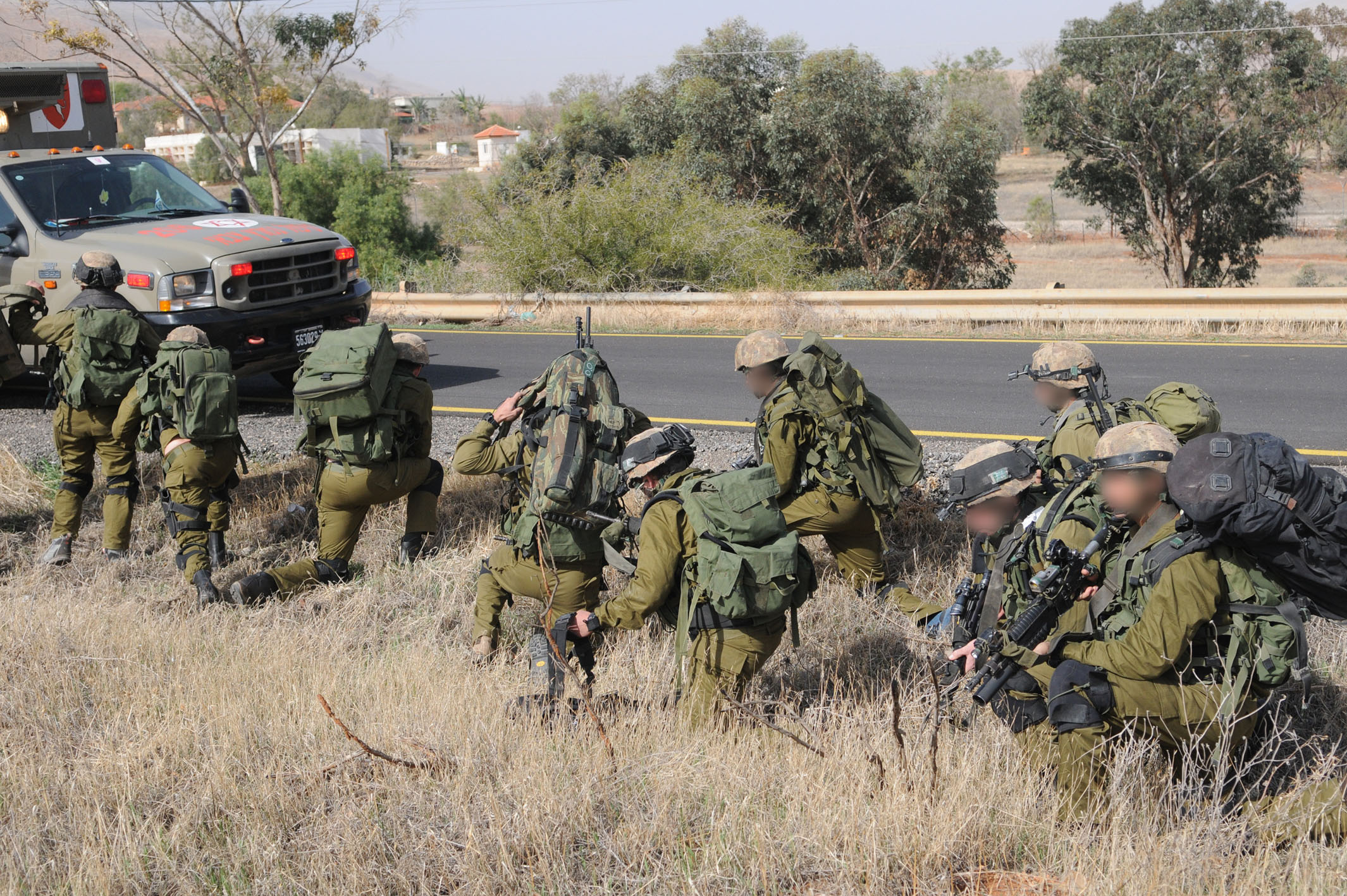
訓練を行う第417歩兵旅団の兵士

## 所属部隊

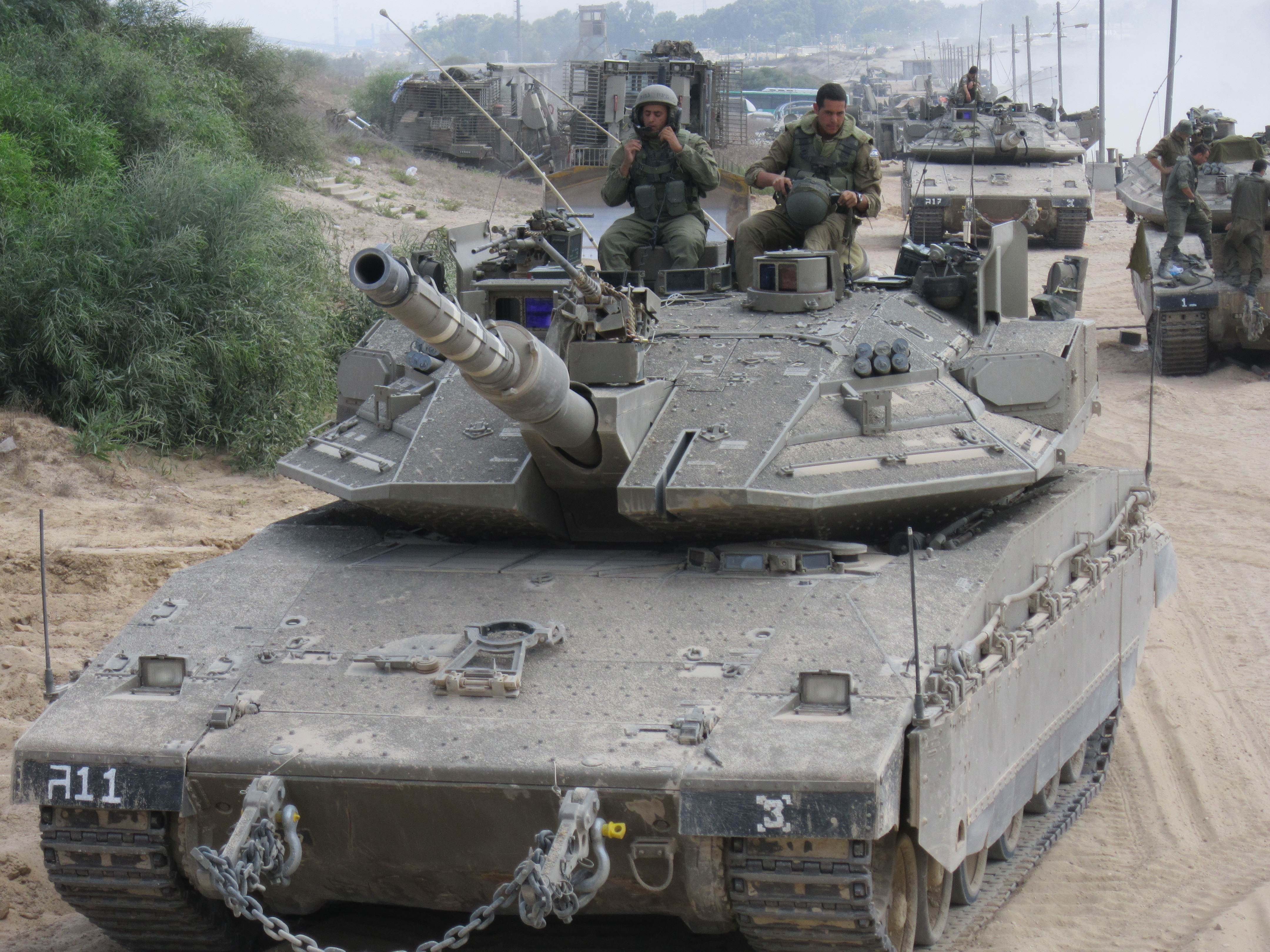
「境界防衛作戦」（2014年のガザ侵攻）におけるメルカバMk.IV戦車。向かって右側フェンダーの識別マークと砲身の白線から、本車が第401機甲旅団の第3大隊（第9戦車大隊？）に所属することが分かる。
ガザ境界線付近で2014年7月27日撮影。

### 2015年末時点
- 第401機甲旅団 - メルカバ Mk.4 を装備。[2]
- 第933歩兵旅団 - "ナハル歩兵旅団"[2]
- 第900歩兵旅団 - "クフィル歩兵旅団"[2]
- 第417歩兵旅団（ヘブライ語版） - "ヨルダン・バレー歩兵旅団"
- 第215砲兵旅団（ヘブライ語版） - M109A5 "Doher" を装備。

### 2016年1月以降
- 第401機甲旅団 - メルカバ Mk.4 を装備。[2]
- 第84歩兵旅団 - "ギヴァティ歩兵旅団"
- 第933歩兵旅団 - "ナハル歩兵旅団"
- 第215砲兵旅団（ヘブライ語版） - M109A5 "Doher" を装備。
- 第37予備役機甲旅団（ヘブライ語版） - メルカバ Mk.3 を装備。

2016年の南部軍管区への移動の際、クフィル歩兵旅団は中央軍に残り第340機甲師団の指揮下に入った。また第417"ヨルダン・バレー"歩兵旅団は中央軍司令部直轄部隊となった。
同時に、これまで南部軍に所属していた第366師団が北部軍管区に移動し、第366師団に属していたギヴァティ歩兵旅団は南部軍に残り第162機甲師団の指揮下に入った。